# Ámbar Torres
Ámbar Gillians Torres Paz (Guayaquil, Ecuador, 21 de diciembre de 1994) es una futbolista ecuatoriana que actualmente juega para el Club Ñañas.

## Biografía
Ámbar inició en el fútbol a muy corta edad, su padre Omar Torres, quién es preparador físico y entrenador, es quien la impulsó en este deporte y la entrenó.
Gracias al entretenimiento proporcionado por su procreador, se ganó una beca deportiva en el colegio Liceo Cristiano de Guayaquil, donde se graduó con honores.
Cuando tenía 12 años recibió su primera convocatoria a la Selección Ecuatoriana y a sus 13 años disputó su primera Copa Libertadores Femenina con la camiseta del Deportivo Quito, en dicha competición tuvo la oportunidad de marcar un gol.
Gracias al rey de los deportes pudo estudiar en Estados Unidos, donde se graduó en Ciencias del Deporte y el Ejercicio, por esta razón hizo una pausa de tres años a la práctica del fútbol profesional, pero se mantuvo activa con el equipo amateur de la universidad, participando en varios torneos y sumando trofeos a su colección.
En diciembre de 2020 retornó al país y fichó por el Club Ñañas, debido a su cercanía con el entrenador Francisco Ramírez y con Fernanda Vásconez, capitana y fundadora del equipo.
Ámbar es hincha del Club Sport Emelec y tiene una profunda admiración por el crack argentino Lionel Messi.

## Trayectoria

### Rocafuerte F. C.
Se inició jugando para el Rocafuerte F.C. en el año 2013, equipo en el cual se obtuvo 2 campeonatos nacionales femeninos.

### Talleres Emmanuel
En el año 2015 fichó por el Club Talleres Emmanuel, allí se mantuvo por el lapso de 2 años.

### Rio Grande University
Gracias a que Ámbar viajó a los Estadios Unidos para estudiar en la Universidad de Río Grande, fue parte del equipo femenino amateur de dicha Universidad, allí disputó algunos campeonatos interuniversitarios.

### Club Ñañas
En el año 2021 fichó por el Club Ñañas y disputó por primera vez la Súperliga Femenina de Ecuador.

## Selección nacional
Ha sido internacional con la Selección femenina de fútbol de Ecuador, en la Copa del Mundo disputada en Canadá.

### Participaciones en Copas del Mundo
| Mundial                                 | Sede   | Resultado    | Partidos | Goles |
| --------------------------------------- | ------ | ------------ | -------- | ----- |
| Copa Mundial Femenina de Fútbol de 2015 | Canadá | Primera Fase | 1        | 0     |

### Participaciones en Copa América
| Copa América               | Sede    | Resultado    | Partidos | Goles |
| -------------------------- | ------- | ------------ | -------- | ----- |
| Copa América Femenina 2014 | Ecuador | Tercer lugar | 5        | 0     |
| Copa América Femenina 2018 | Chile   | Primera fase | 2        | 0     |

## Clubes
Actualizado al 10 de septiembre de 2021.
| Club                  | País           | Año         | Part. | Goles | Prom. |
| --------------------- | -------------- | ----------- | ----- | ----- | ----- |
| Deportivo Quito       | Ecuador        | 2009, 2012  | 5     | 2     | 0,40  |
| Liga de Quito         | Ecuador        | 2011        | 2     | 0     | 0     |
| Rocafuerte F.C        | Ecuador        | 2013 - 2014 |       |       |       |
| Talleres Emanuel      | Ecuador        | 2015 - 2016 |       | 19    |       |
| Rio Grande University | Estados Unidos | 2017 - 2020 |       |       |       |
| Club Ñañas            | Ecuador        | 2021        | 18    | 6     | 0,33  |
| Total                 | Total          | Total       | -     | -     | -     |

## Palmarés

### Títulos nacionales
| Título                                         | Club                   | País    | Año  |
| ---------------------------------------------- | ---------------------- | ------- | ---- |
| Campeonato Ecuatoriano de Fútbol Femenino 2013 | Rocafuerte Fútbol Club | Ecuador | 2013 |
| Campeonato Ecuatoriano de Fútbol Femenino 2014 | Rocafuerte Fútbol Club | Ecuador | 2014 |